# 喬氏似鱗頭鰍
喬氏似鱗頭鰍為輻鰭魚綱鯉形目鰍科的其中一種，為熱帶淡水魚，被IUCN列為瀕危保育類動物，分布於亞洲斯里蘭卡淡水流域，體長可達6公分，棲息在有遮蔽物、流動緩慢的溪流底層水域，生活習性不明。

## 扩展阅读
維基物種上的相關：喬氏似鱗頭鰍